# 田原坂

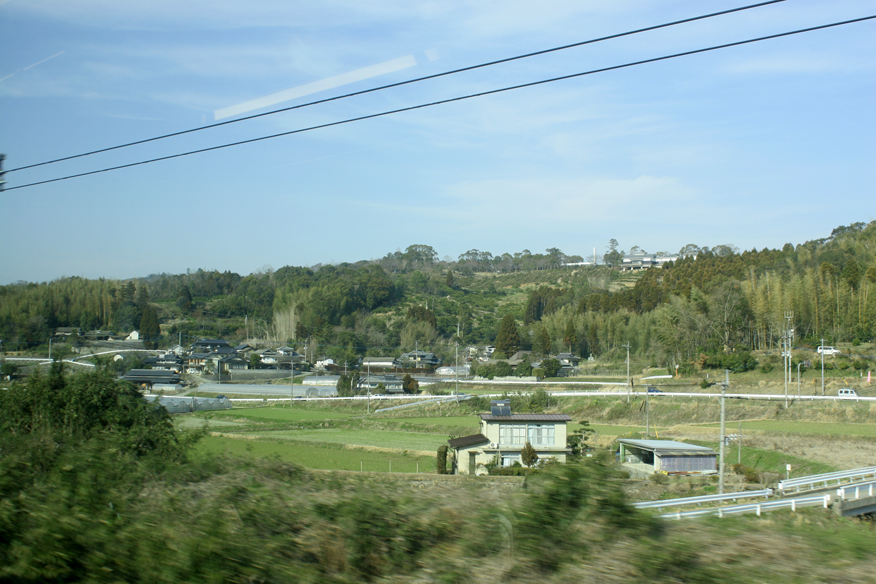
鹿児島本線の車窓から見た田原坂付近の風景

田原坂（たばるざか）は熊本県熊本市北区植木町豊岡一帯の地名。
西南戦争における最大の激戦地で、国の史跡に指定されている。同地に因んだ民謡の曲名にも使用されている。

## 概要

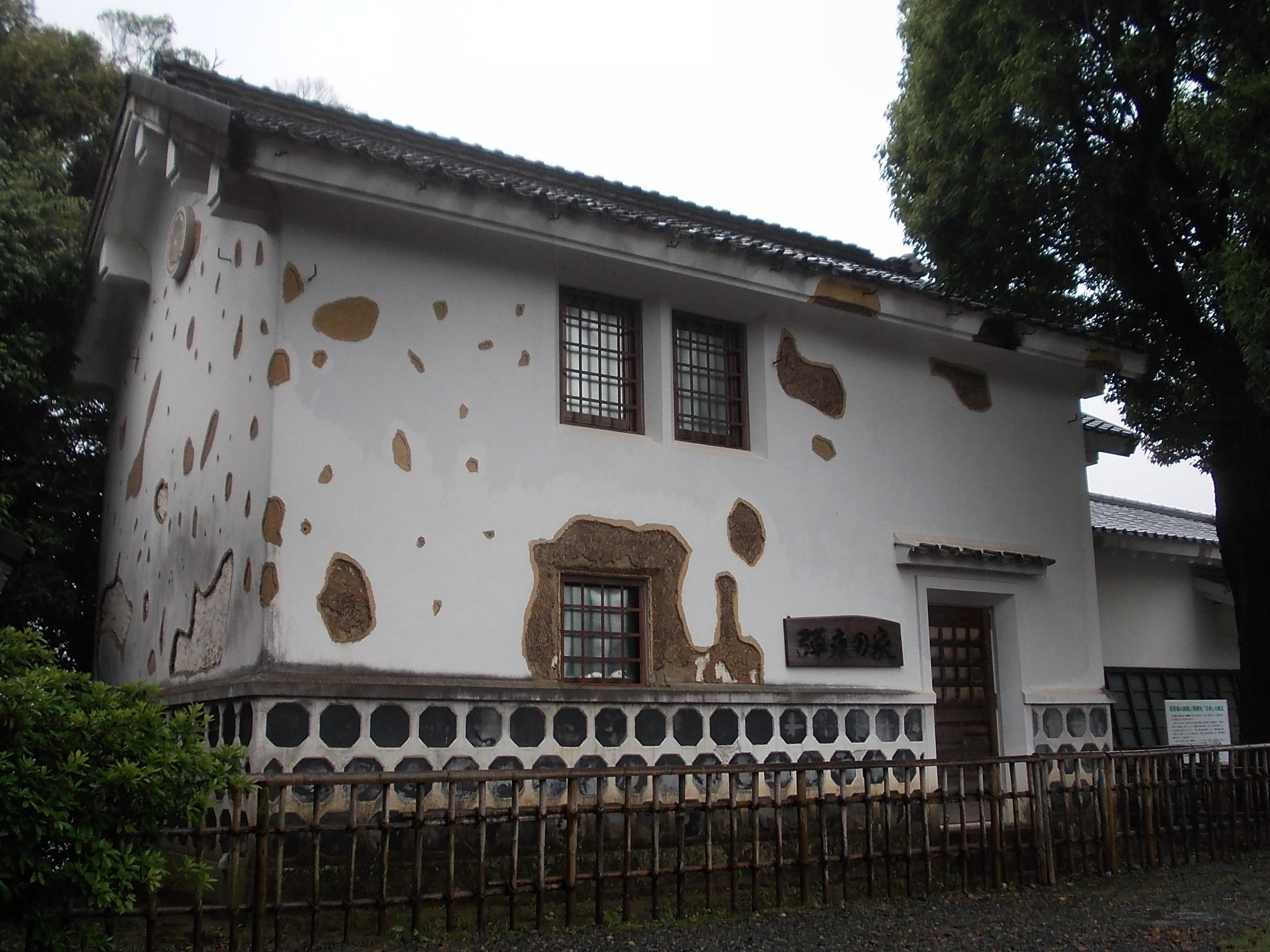
田原坂上に再現された弾痕の家。隣には資料館がある。

田原坂公園はツツジや桜の名所として知られる。園内には西南戦争時の激戦の跡を遺した資料館があり、往時の戦いを知ることができる。また近くに官軍墓地がある。民謡はこの戦いを歌ったもので日露戦争当時に士気高揚のため作られた。またこの場所は金峰山県立自然公園に指定されており、2013年3月には「西南戦争遺跡」の一部として国の史跡に指定された。
映画『ラスト サムライ』のクライマックスの峡谷は、田原坂・吉次峠の戦いがモデルになったと思われ、劇中の風景が田原坂に似ている。

## 地形
熊本平野に通じる当時の幹道は北方から反時計回りに、豊前街道、三池往還、吉次往還であり、豊前街道は現在の熊本市から国道3号を北上し山鹿市を抜け南関町を通り福岡県の大牟田をつなぐ。三池往還は国道3号の植木の味取新町で分岐し、田原坂を通り、玉名市高瀬へと向かう。吉次往還はさらに南の吉次峠を越えて有明海がわに通じ北上して高瀬方面に抜ける短絡路であり峠道と言ってよい。
西南戦争のさい、熊本北方の街道筋をめぐる争いは2月22日頃より散発的に行われたが官軍側は兵の集結が出来ておらず、また薩軍側も熊本城攻略と小倉急襲に軍議が紛糾しており、両軍の本格的な衝突は官軍側が博多からの増援を受けた2月26日以降となった。江戸時代の参勤交代路は豊前街道であるが南関から山鹿に抜ける難所があり官軍側の輜重に難があり（とりわけ野砲・山砲・臼砲およびその弾薬等の人馬による輸送）、官軍の海上補給路の拠点は当初は小倉にあり、常識的な判断としては南関から高瀬往還（現在の熊本県道4号）を南下して高瀬へ抜け、田原を通る三池往還が最善のルートと考えられた。高瀬では2月26日より高瀬の戦いが繰り広げられた。田原坂の戦いと吉次峠の戦いは薩軍が高瀬方面から後退するなかで3月4日から開始されたものである。
現在の田原周辺は、木葉川ぞいの比較的に平坦な谷あいにJR線と県道（熊本田原坂線）が通るが、西南戦争の当時は田畑があるだけの狭隘地であり、整備された街道は谷あいの北東を形成する山側の尾根道（田原坂）を通じており、これは加藤清正が防衛上の目的でこのように整備したと考えられている。仮に川ぞいの平坦部を通行するとしても田原坂方面を占拠する薩軍の攻撃や妨害を受けるため、熊本城への補給の安全確保のためには田原坂一帯の薩軍を排除する必要があった。西南戦争当時すでに田原坂（三池往還）を通じて電信が敷設されており、熊本城までは東京からの電信が可能であったが鹿児島までは通じていなかった（計画は存在したが西南戦争時は未着工）。西南戦争を通じて九州各地の電信網は飛躍的に整備されたが、熊本から大口、加治木を経由して鹿児島まで敷設が完了したのは終戦後の明治10年10月であった。電信線の重要性は薩軍も理解しており、発見しだい切断しては官軍がわが再接合するということが繰り返された。現在は雑木林や住宅に塞がれて見通しが悪い一の坂付近までは当時は畑がひろがり見通しも良く、実際に激闘が繰り広げられたのは防衛側に有利な二の坂と三の坂付近であった。二の坂付近の南側空き地には官軍が砲台を設置したが主要な薩軍陣地には射線は通らなかった。
田原坂方面を砲撃するための砲台は、木葉川の左岸（西側）の二俣の台地が確保され、3か所の砲台に計8門の大砲が据えられた。しかしこの台地は標高の点では田原坂方面を射撃するのに十分であるが田原坂全体を見下ろす地形になく、薩軍がどのような陣地配備をしているか全容は知れなかった。官軍側が田原坂方面を一望できたのは二股台地の南方を扼す横平山を占拠した3月10日以降である。

## 民謡・俗謡
西南戦争を歌った民謡・俗謡として、「田原坂（豪傑節）」「豪傑節（新豪傑節）」がよく知られている。
両者は文句が共通で、節が異なる。大正期に熊本留吉がレコードの両面に吹き込んだのが最初で、当初は括弧内のタイトルを用いていた。タイトルの通り「田原坂（豪傑節）」が元唄で、「豪傑節（新豪傑節）」は元唄を三弦調にアレンジしたものである。その後、「田原坂（豪傑節）」は美ち奴、赤坂小梅等がレコード化し全国的に知られたが、一般に「豪傑節（新豪傑節）」の方がより流行し山村豊子、赤坂小梅、新橋喜代三など多くの歌手がレコード化している。戦後には「豪傑節（新豪傑節）」をモチーフに作られた「雨の田原坂」という歌謡曲も作られ、神楽坂はん子がレコード化してヒットした。また昭和40年代には、元は速いテンポで唄われていた「田原坂（豪傑節）」のテンポをやや落としてはずんだリズムにし、音頭風のアレンジを施した「田原坂」を赤坂小梅がレコード化し、盆踊りや市街地の流し踊り等で盛んに流され流行した。
「田原坂（豪傑節）」
雨は降る降る人馬は濡れる、越すに越されぬ　アラ田原坂
右手(めて)に血刀左手(ゆんで)に手綱、馬上豊かな　アラ美少年
春は桜秋ならもみじ、夢も田原の　アラ草枕
草を褥に夢やいずこ、肥薩の天地　アラ秋さびし
※留吉や美ち奴のレコードでは「アラ」を挿入して唄っているが、赤坂小梅の音頭調のアレンジでは「アラ」を省いて唄っている。
「豪傑節（新豪傑節）」
雨は降る降る人馬は濡れる、越すに越されぬ田原坂
※以下、歌詞は共通。
戦前には「隊長さん節」という俗謡も流行し、山村豊子、赤坂小梅らによってレコード化された。小梅は、隊長さん節に新豪傑節を接続して唄った音源も残しており、「豪傑節」のタイトルで発売している。
「隊長さん節」
ハー西郷隆盛ゃ　話せる男　国のコラショイ　国のためなら死ねと云うた
　（囃子）今度の戦争にゃどうでも行こたい　行かなきゃおいらの身が立たぬ　アラショカショカネ　どうしょか隊長さん
ハー天下取るまで　大事な体　蚤にコラショイ　蚤に食わしてなるものか
　（囃子）間ただ一発だね　どうしょか隊長さん　ショカショカドンドン　

## アクセス
- 田原坂駅（JR九州鹿児島本線）からタクシーで8分
- 熊本桜町バスターミナルから九州産交バス玉名駅行きに乗車し「鈴麦」下車、徒歩22分（1.8㎞）
- 九州自動車道植木インターチェンジから9㎞